# Freight Rover
Freight Rover – brytyjska marka samochodów dostawczych funkcjonująca w latach 1981–1989, należąca kolejno do koncernów British Leyland (1981–1986), Rover Group (1986–1987) i DAF (1987–1989), następnie zastąpiona przez markę Leyland DAF. Zakład produkcyjny  mieścił się w Birmingham, w dzielnicy Washwood Heath.

## Historia
Marka stworzona została przez państwowy koncern British Leyland (BL) w 1981 roku. Oferowane były pod nią samochody dostawcze – rodzina pojazdów Sherpa. Wcześniej samochody dostawcze sprzedawane były pod należącymi do BL markami Austin, Leyland i Morris. W 1986 roku, w następstwie likwidacji koncernu BL, Freight Rover wszedł w skład nowo utworzonego Rover Group. Rok później dział produkcji samochodów ciężarowych i dostawczych (wraz z nim marki Freight Rover i Leyland) poddano prywatyzacji poprzez sprzedaż holenderskiemu DAF-owi. W 1989 roku marka zniknęła z rynku, zastąpiona przez Leyland DAF, a kilka lat później – LDV.
Pod marką Freight Rover sprzedawane były także podwozia mikrobusów. Ich zabudowę prowadziło m.in. przedsiębiorstwo Carlyle.

## Modele
- Freight Rover Sherpa:
  - I generacja – 1981–1982; model wcześniej sprzedawany pod markami Leyland (1974–1978) i Morris (1978–1981)
  - II generacja (K2) – 1982–1984
  - III generacja (Sherpa 200, Sherpa 300) – 1984–1989; od 1987 roku pod nazwami Freight Rover 200 i Freight Rover 300[1]; w kolejnych latach produkcja kontynuowana pod marką Leyland DAF(inne języki)

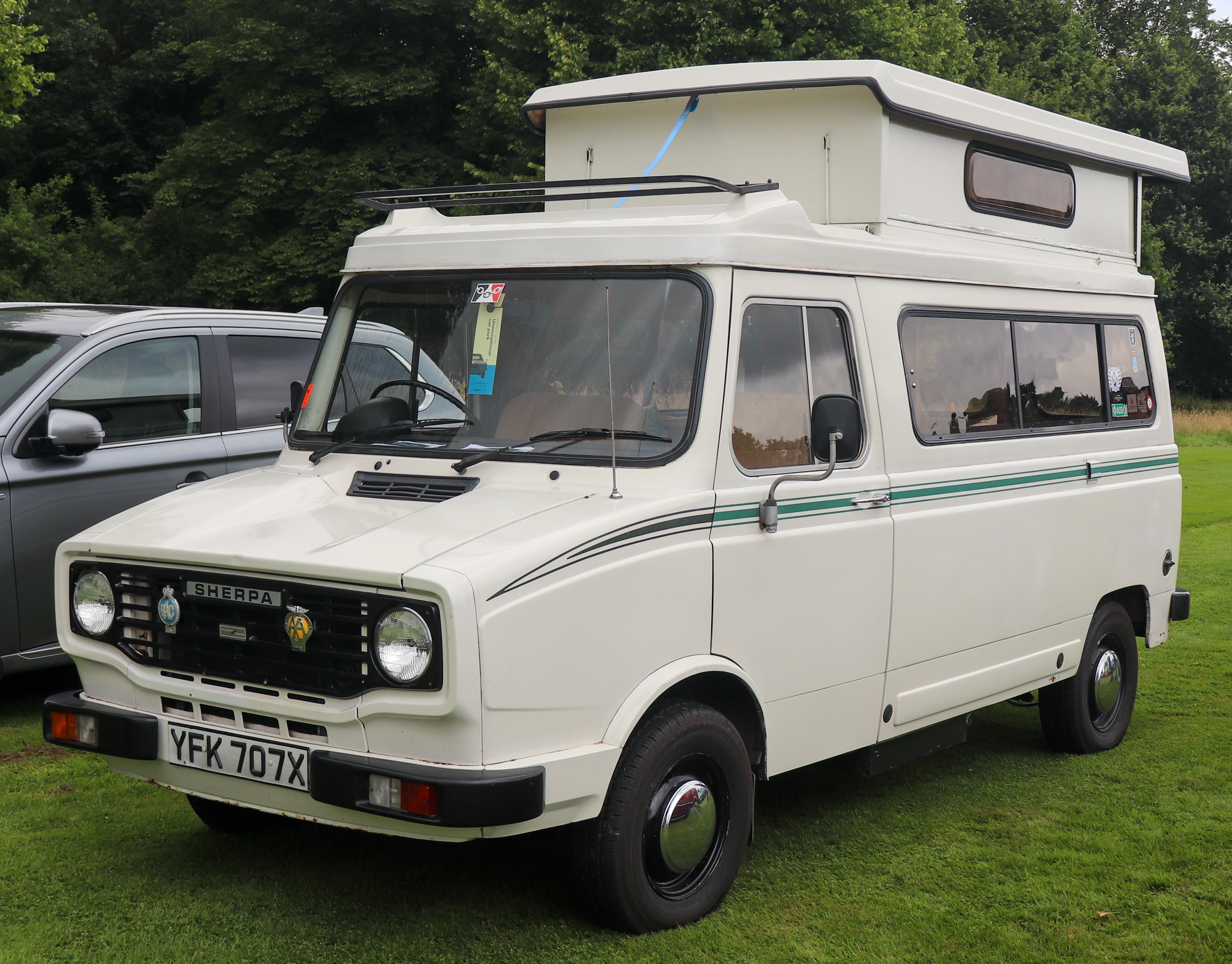
Freight Rover Sherpa (1981)
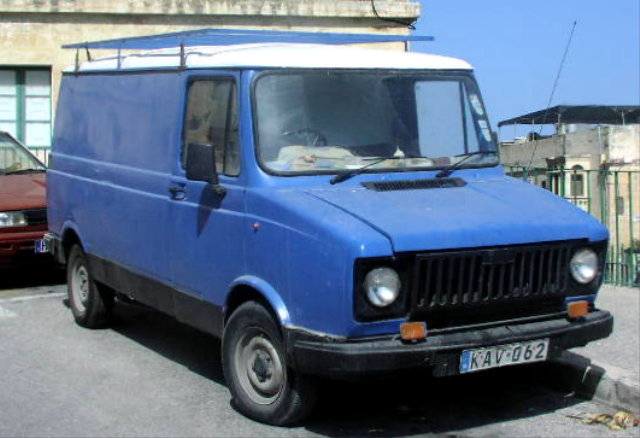
Freight Rover Sherpa K2 (1982)
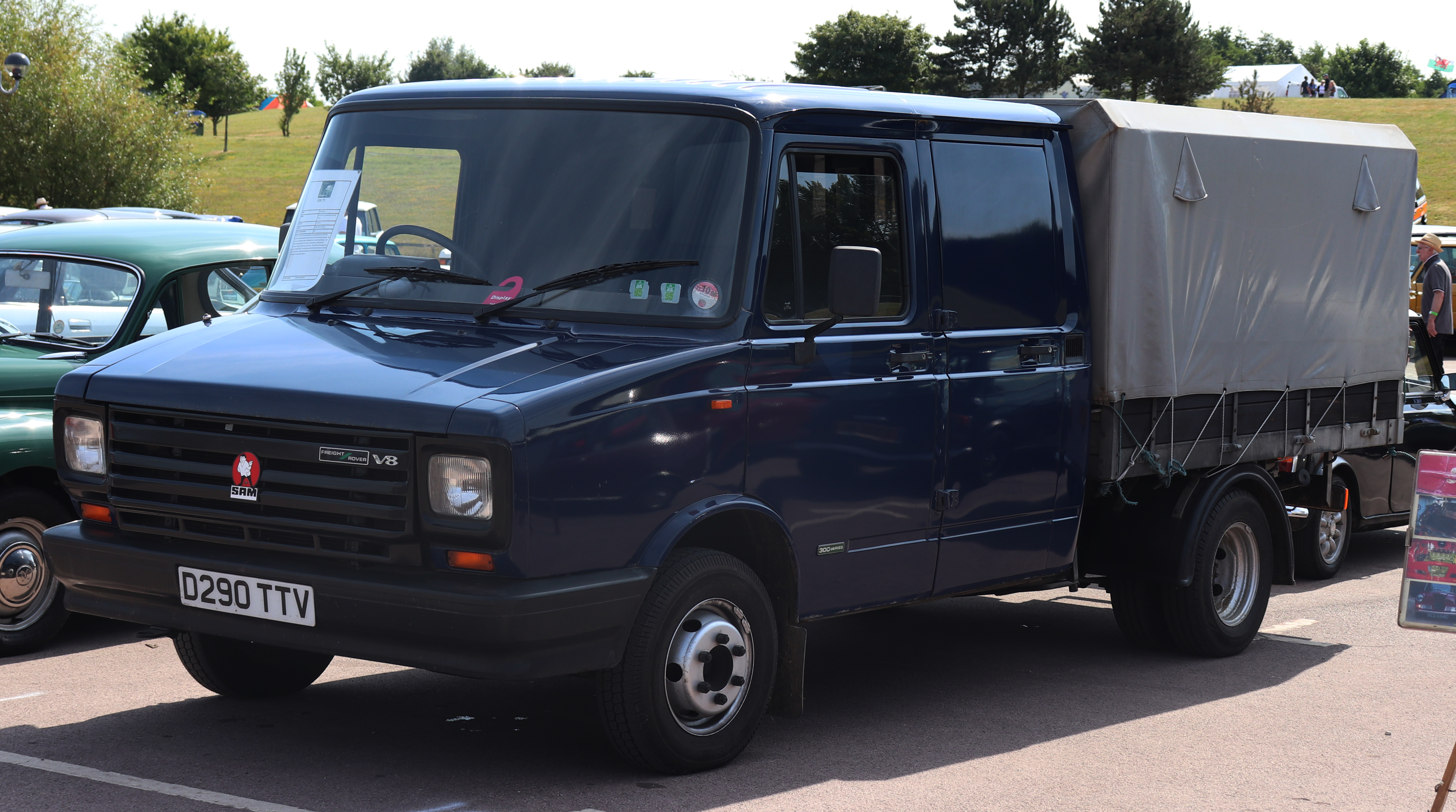
Freight Rover 300 (1987)
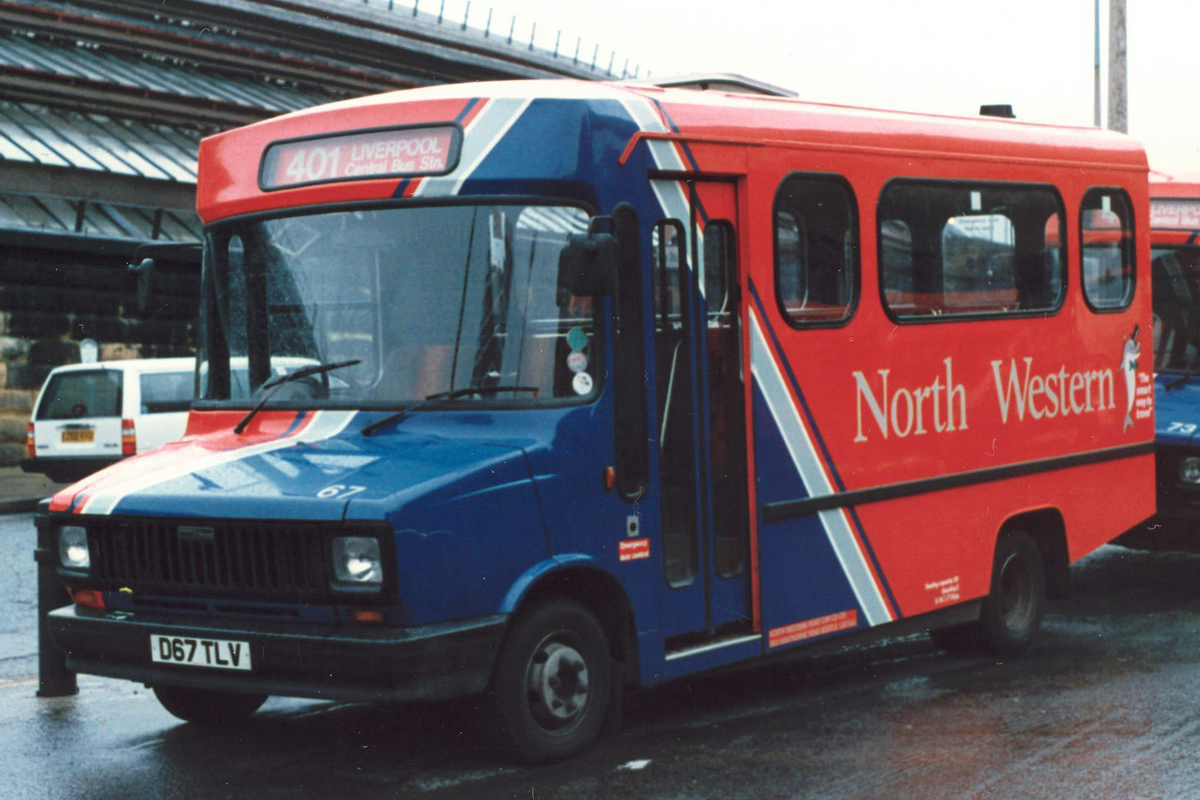
Autobus na podwoziu Freight Rover 300 (1987)